# Mike Perry
Pour les articles homonymes, voir Perry.
Michael J. « Mike » Perry Jr., né le 22 septembre 1939 à Kingston, dans l'État de New York et décédé le 26 août 2002, à Fort Lauderdale, en Floride, est un ancien entraîneur américain de basket-ball. 